# Iglesia de Santa María (Rilán)
La Iglesia de Santa María de Rilán, o simplemente Iglesia de Rilán, es un templo católico ubicado en la plaza de Armas de la localidad de Rilán, en la comuna de Castro (Chile), que forma parte del grupo de 16 iglesias de madera de Chiloé calificadas como Monumento Nacional de Chile, el 26 de julio de 1971 y reconocidas como Patrimonio de la Humanidad por la Unesco, en el año 2000. 
Este templo es la cabecera de una de las 24 parroquias que componen la diócesis de Ancud.

## Historia
Esta iglesia comenzó su construcción el 12 de enero de 1908, finalizando su esqueleto en agosto del mismo año para luego terminar su construcción en 1920. El carpintero a cargo de la construcción fue el reconocido carpintero de Curahue don Francisco Oyarzo, junto con un grupo de ayudantes, quienes además construyeron las iglesias de Dalcahue, Curaco de Vélez, Quilquico y Yutuy, dejando un importante legado arquitectónico a Chiloé y sus comunidades.
Al principio de la construcción la madera era traída de Dalcahue, pero luego de complicaciones con el transporte con bueyes, la gente de Rilán decide transportarla por sus propios medios (“la gente de Dalcahue comenzó a llevar la madera a la villa, y allí la gente de Rilán la llevaba al pueblo en balsas y a puro remo”). Debido a los cambios generados durante su construcción, los tipos de madera encontrados en toda la iglesia son variados, como, tepa en su estructura, ulmo en el revestimiento, ciprés en ventanas, tejas de alerce, entre otras. A pesar de las complicaciones, la iglesia logró ser terminada en un corto plazo de 12 años, lo que fue felicitado por el obispo de la época.

## Arquitectura
La iglesia posee una planta basilical compuesta de tres naves; con una bóveda de crucería de estilo neogótico en la nave central. En la entrada hay un pórtico de 5 arcos, y un campanario en forma de torre, con tres cuerpos, dos de ellos octogonales. La altura total del templo hasta la cruz del campanario es de casi 30 metros.
Entre las piezas de imaginería, destaca un pequeño Cristo crucificado y un San José con el Niño Jesús.

## Reconstrucción
Luego de 92 años, en 2012 se inició la restauración de esta emblemática iglesia, la cual se finalizó dos años después, con la celebración de la Inmaculada Concepción, estando presente monseñor José María Agurto.
La reconstrucción quedó en manos de la Escuela Chilota de Arquitectura, puesto que se agregaron elementos arquitectónicos anexos a la obra, pero principalmente se basó en cambiar el revestimiento de tejuelas, reemplazándolo por fierro galvanizado, al igual que la estructura de madera, la cual ya tenía varios años, fue reemplazada por maderas mejor estructuradas, el piso del pórtico fue recubierto con concreto debido a las gran cantidad de humedad de la zona, esto desgastó la gran mayoría del suelo, finalizando con la torre que fue reducida y mejorada debido a los vientos. Al momento de iniciar la restauración se halló en su estructura números romanos tallados  (los cuales presumen la pre-fabricación de esta, debido al corto tiempo de levantamiento). También se agregó un nuevo salón parroquial, para las necesidades actuales de los feligreses.

## Galería
|                            |
| Detalle de las tres naves. |

|                |
| Desde el coro. |

|                       |
| Interior de la torre. |

|                             |
| Campanas de la torre. 1904. |

|                  |
| Vista posterior. |

|                     |
| Cristo crucificado. |

|                                                  |
| Imagen de San José con el Niño Jesús, en madera. |